# Pelmenyi
A pelmenyi (cirill írással пельмени) orosz, hússal töltött, főtt tésztaspecialitás. Hasonló hússal töltött tésztát a Földnek szinte minden részén ismernek, mint például az olasz ravioli vagy a magyar barátfüle.

## Eredete
Az orosz konyhában a 15. században jelenik meg – valószínűleg az Ural vidékéről. Mivel elterjedésének ideje egybeesik az Urálon túli területek elfoglalásával, ezért más források szibériai vagy kínai eredetűnek tartják. A пельмень szó a finnugor (komi, udmurt) пельнянь szóból származik és fültésztát jelent (пель – fül, нянь – tészta). Az Urálban élő finnugor népek mellett az ugyanezen a területen élő tatárok is készítenek hasonló ételt. Európában ismertté a 20. század elején az orosz emigráció tette.

## Készítése, fogyasztása

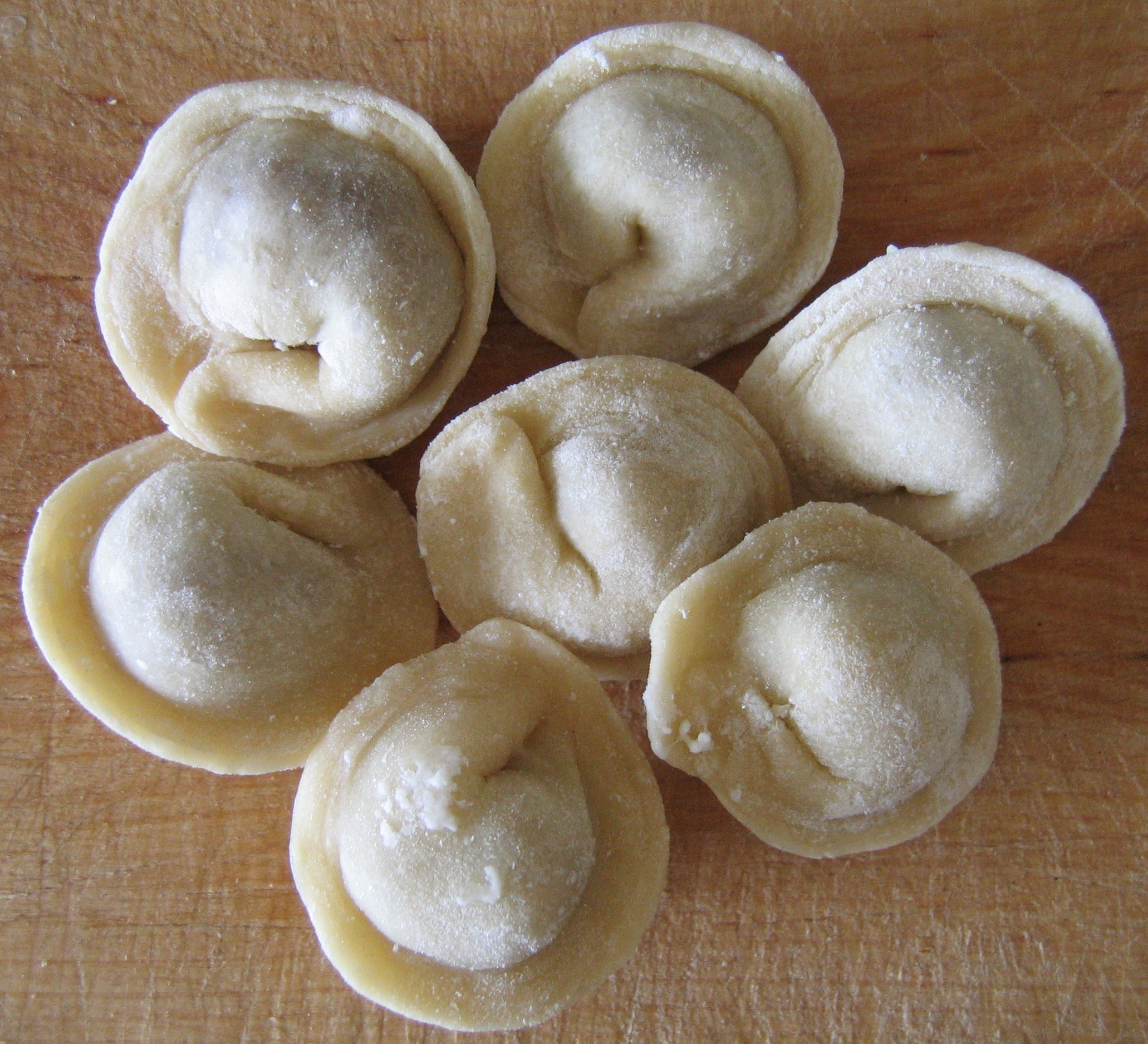
Még nyers tészta megszórva liszttel

A pelmenyi tésztája a legegyszerűbb kavart tészta, azonos a hagyományos magyar levestésztával, csak lisztet és tojást tartalmaz. Klasszikus receptek szerinti alapváltozatban a töltelékhez 45% marha-, 35% birka-, és 20% sertéshúst kevernek össze, és hagymával, borssal ízesítik. Szokás az elkészített pelmenyi főzés előtti lefagyasztása (a receptek általában minimális 48 órát ajánlanak). A fagyasztás adja meg a szibériai pelmenyi egyedi ízét. A szibériai vagy uráli pelmenyit ez a hőkezelés, és nem a tölteléke különbözteti meg más pelmenyiktől. Fontos, hogy a főzéskor a pelmenyi belsejében szabad légtér legyen, hogy az ne repedjen fel, ezt hagyományosan speciális konyhaeszközzel (pelmennyic) érik el.
A pelmenyit húslében szokás főzni. Egy csomag pelmenyihez (45 dkg) vegyünk 2,5 liter vizet és 2 húsleveskockát. A szűrőkanállal kiszedett pelmenyit a legkülönbözőbb módon fogyasztják: tejföllel, borssal, ecettel, zöldhagymával, majonézzel stb.

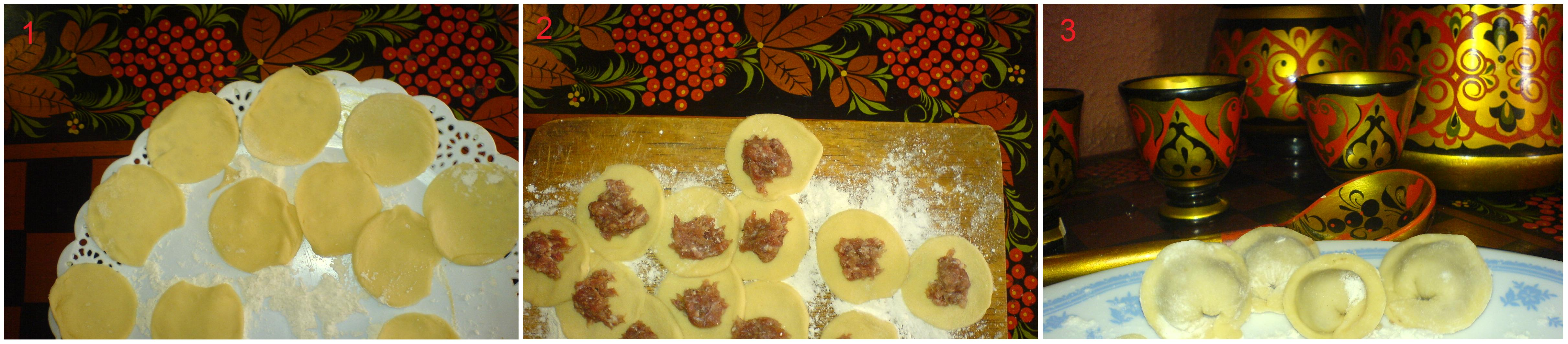
Így készül a pelmenyi